# Îlot Saint-Christophe
L'îlot Saint-Christophe, ou Nukutapu (pouvant s'écrire Nuku-Tapu ou encore Nuku Tapu) en wallisien (à ne pas confondre avec l'îlot homonyme se situant au nord de Wallis), est un îlot français proche de l'île de Nuku‘atea dans le territoire des îles Wallis et Futuna.

## Géographie

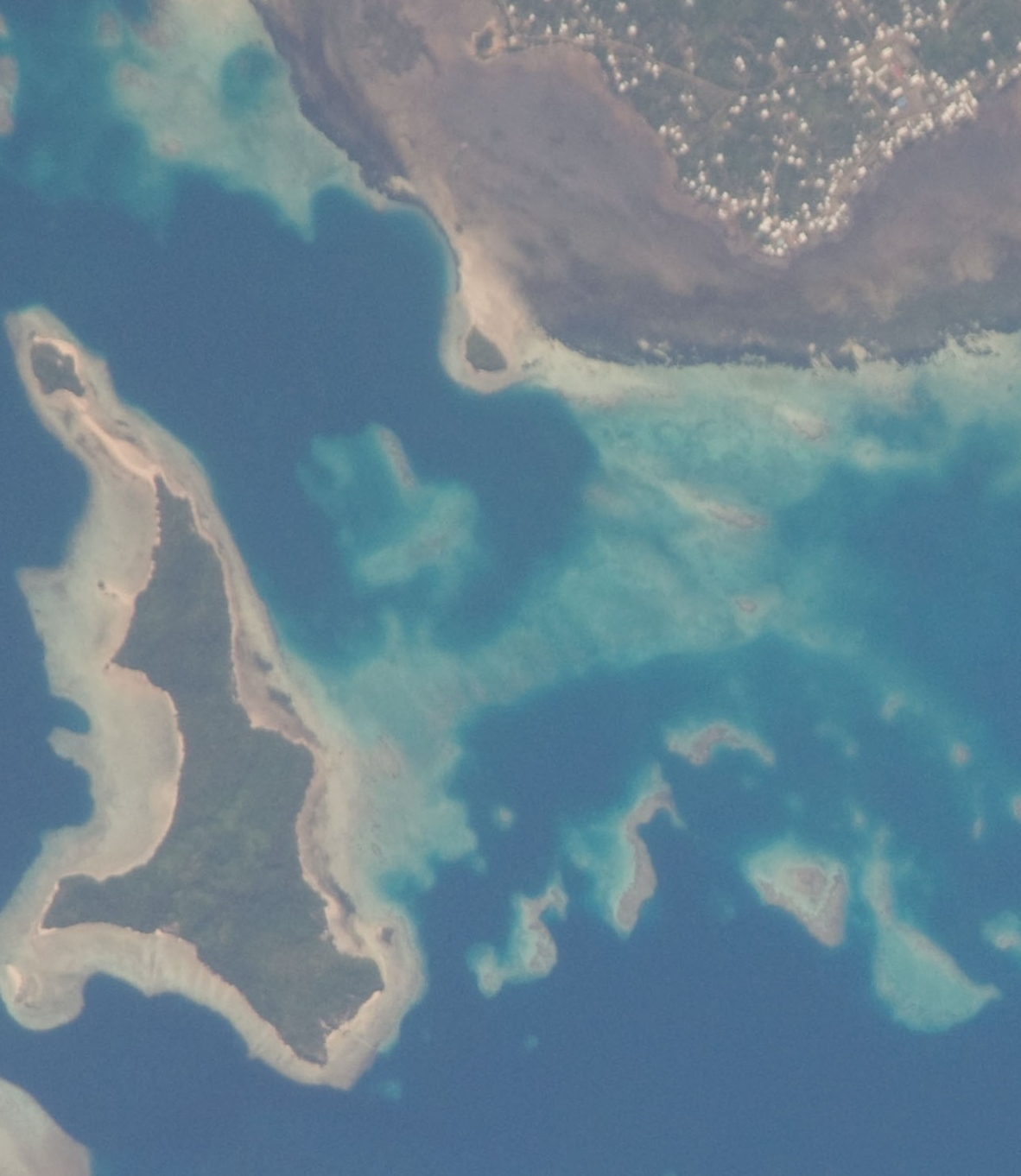
Vue satellite de la région de l'îlot. L'îlot se situe à gauche de la vue.

### Situation
L'îlot français fait partie de la collectivité d'outre-mer de Wallis-et-Futuma. Plus précisément, l'îlot se situe dans l'océan Pacifique Sud au sud, dans le lagon d'une des deux îles principales de la collectivité, Wallis, et au nord-ouest de l'île de Nuku‘atea. C'est l'îlot le plus occidental du groupe d'îles de Wallis. Il fait partie d'un des trois districts de l'île, le district de Mu'a.
Les îles Wallis sont délimitées par des bassins lagunaires ; l'îlot se situe dans le bassin d'Est qui, lui-même, appartient à un des deux lagons principaux des îles, le lagon de Wallis. Cet îlot permet de passer dans un autre bassin grâce à une passe.

### Géologie et relief
L'îlot est l'un des nombreux îlots composant le récif de l'île Wallis (parmi eux : Nuku‘atea, Nukufotu, Nukuloa, Nukuteatea, Luaniva, Fugalei, Nukuhifala, Nukufetau, Faioa, Nukuofo et Fenuapo).
L'îlot se situe dans la barrière orientale de la formation corallienne de l'île Wallis et, comme la majorité des îlots et des îles autour de l'île de Wallis, a été formée par des coulées volcaniques et des tufs. Avec le temps, l'îlot est devenu sableux avec des rivages de beach rock. Contrairement au nord de la formation corallienne de l'île Wallis, les quelques îlots au sud y compris l'îlot Saint Christophe sont formés de tufs fins et ne comportent pas d'inclusions coralligènes.

### Infrastructures

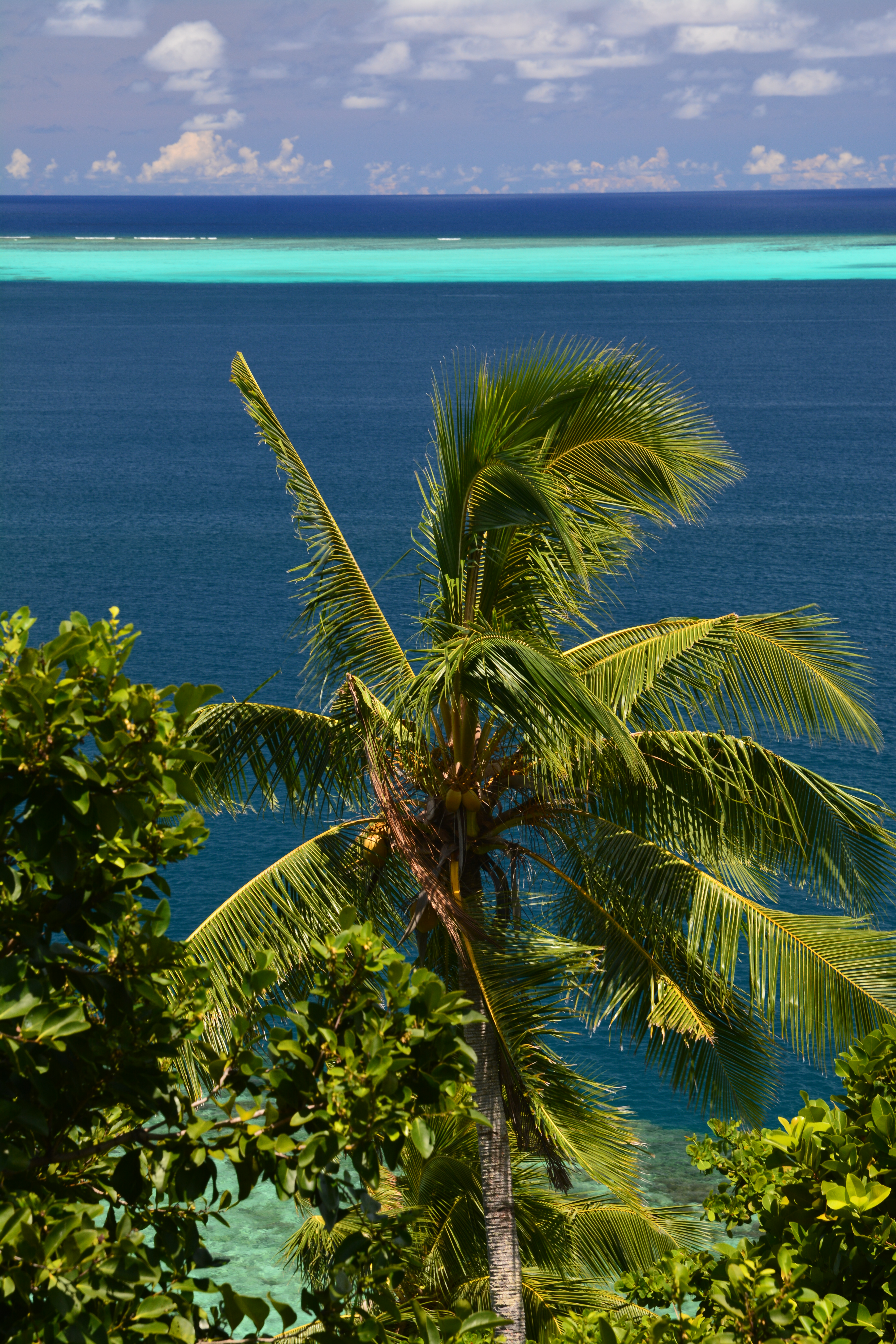
Vue depuis l'îlot Saint Christophe vers le récif et l'océan.

Une chapelle se situe au sommet de l'îlot.

## Faune et flore

### Flore

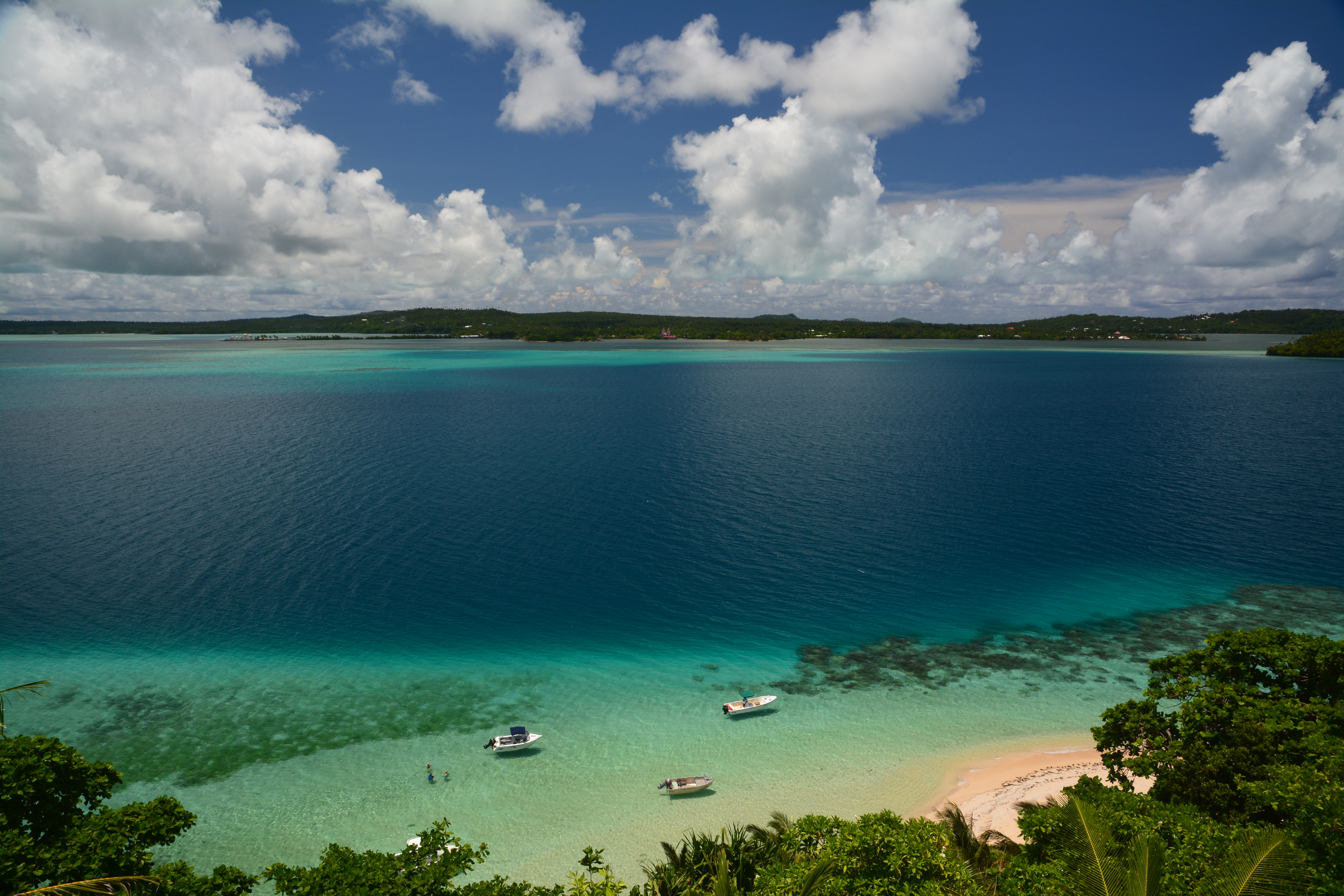
Vue depuis l'îlot Saint-Christophe vers le sud de Wallis.

Sur les contours de l'îlot, on rencontre une forêt supralittorale sur rochers sur une hauteur comprise entre 10 et 25 mètres. Dans cette forêt, il est possible de rencontrer des Syzygium clusiifolium, des Planchonella, des Dyospyros, des Barringtonia, des Pandanus, des Ficus, des Micromelum, des Cerbera, des Premna, des Scaevola et des Thespesia. Dans le sous-bois de cette forêt, on rencontre des Randia et des Alyxia et, plus rarement, des Psychotria, des Davallia, des Microsorum, des Nephrolepis, des Asplenium nidus, des Entada, des Hoya, des Ipomea sp. et des Scleria. Dans cette forêt supralittorale se rencontre la Tephrosia, une plante envahissante.
Plus haut, au niveau de l'oratoire de Saint-Christophe (la chapelle), une forêt secondaire s'est implantée composée d'Hibiscus, de Macaranga, de Ficus, d'Acalypha grandis, de Caesalpinia bonduc, de Colubrina asiatica et d'Abrus precatorius. Dans les plantes de type envahissant, on y trouve le Miscanthus floridulus, le Terminalia catappa, le Tephrosia purpurea, le Tacca, le Cordyline, le Chamaesyce hirta, la Vernonia cinerea, la Plumeria rubra, la Morinda citrifolia, le Phyllanthus amarus, le Spermacocce, l'Arundo donax, le Bidens pilosa, l'Allamanda, la Stachytarpheta, la Passiflora foetida, la Mikania micrantha et le Desmodium heterocarpon.